# Гленберн Тауншип (округ Лекаванна, Пенсільванія)
Гленберн Тауншип (англ. Glenburn Township) — селище (англ. township) в США, в окрузі Лекаванна штату Пенсільванія. Населення — 1434 особи (2020).

## Демографія
Згідно з переписом 2010 року, у селищі мешкало 1246 осіб у 498 домогосподарствах у складі 359 родин. Було 547 помешкань
Расовий склад населення:
| - 95,1 % — білих - 1,4 % — азіатів - 1,0 % — чорних або афроамериканців - 0,1 % — корінних американців |

До двох чи більше рас належало 2,2 %. Частка іспаномовних становила 2,2 % від усіх жителів.
За віковим діапазоном населення розподілялося таким чином: 21,6 % — особи молодші 18 років, 61,4 % — особи у віці 18—64 років, 17,0 % — особи у віці 65 років та старші. Медіана віку мешканця становила 46,3 року. На 100 осіб жіночої статі у селищі припадало 101,0 чоловіків;  на 100 жінок у віці від 18 років та старших — 96,2 чоловіків також старших 18 років.
Середній дохід на одне домашнє господарство  становив 105 702 долари США (медіана — 65 667), а середній дохід на одну сім'ю — 130 461 долар (медіана — 86 953). Медіана доходів становила 86 250 доларів для чоловіків та 28 646 доларів для жінок. За межею бідності перебувало 5,0 % осіб, у тому числі 0,9 % дітей у віці до 18 років та 9,3 % осіб у віці 65 років та старших.
Цивільне працевлаштоване населення становило 537 осіб. Основні галузі зайнятості: освіта, охорона здоров'я та соціальна допомога — 29,6 %, роздрібна торгівля — 13,2 %, виробництво — 12,8 %.